# Janez Lipušček
Janez Lipušček, slovenski operni pevec, lirski tenorist * 31. december 1914, Ljubljana, † 5. december 1965, Ljubljana.

## Življenje
V Ljubljani je študiral glasbo in leta 1941 postal član zbora ljubljanske opere. Takoj je nastopil v manjših vlogah, 6. junija 1942 pa je debutiral v vlogi Rudolfa v La Boheme. Odličen je bil kot interpret tenorskih likov v Mozartovih operah, uspehe pa je doživljal tudi kot Nemorino (Ljubezenski napoj), Edgardo (Lucia di Lammermoor), Ernesto (Don Pasquale), Almaviva (Seviljski brivec), des Grieux (Manon), Vašek (Prodana nevesta), Princ (Rusalka) in Laca (Jenufa). Bil je eden prvih koncertnih tenoristov v tedanji Jugoslaviji in član Slovenskega okteta od ustanovitve do svoje smrti. Nepozaben pa je tudi kot interpret slovenskih narodnih pesmi. 